# Elena Ceaușescu
Elena Ceaușescu (ur. 7 stycznia 1916 w Petrești, zm. 25 grudnia 1989 w Târgoviște), de domo Lenuța Petrescu – żona Nicolae Ceaușescu, komunistycznego dyktatora Rumunii. Pełniła funkcję wicepremiera tego kraju.

## Życiorys

### Przed rządami męża
Urodziła się jako Lenuța Petrescu w miejscowości Petrești w okręgu Ilfov na Wołoszczyźnie – prawdziwy rok urodzenia to 1916, a nie 1919, jak podawały oficjalne biografie – zmieniono to, ponieważ Nicolae Ceaușescu (urodzony w 1918) nie chciał, żeby wszyscy wiedzieli, że jego żona jest starsza od niego. Zakończyła swoją edukację na trzeciej klasie (chodziła też do czwartej, ale nie otrzymała promocji) szkoły podstawowej, po czym została wysłana przez rodziców do Bukaresztu, gdzie pracowała w zakładach włókienniczych. Tutaj według oficjalnych biografii pracowała początkowo jako asystentka w laboratorium, a później jako robotnica w fabryce włókienniczej. Okres pracy w laboratorium w oficjalnych biografiach był opisywany pobieżnie, jak również nie zachowały się odpowiednie dokumenty; jest to o tyle istotne, że praca asystentki w laboratorium wymaga jednak wyższych kwalifikacji niż 4 klasy szkoły podstawowej. W Rumunii powszechne były plotki, że Elena Petrescu wtedy pracowała na niższym stanowisku w laboratorium (np. sprzątanie, zmywanie szkła etc.) albo też była kochanką i utrzymanką jakiegoś bogacza lub posiadacza stanowiska, który zatrudniał ją tylko dla formalności (w latach 1930. w Bukareszcie takie zjawiska były dość częste). W związku z tymi plotkami w ostatniej wersji oficjalnej biografii (koniec lat 1980.) pojawiła się wersja, że Elena dopiero w 1935 r. przyjechała do Bukaresztu i od razu zaczęła pracę w fabryce włókienniczej. W połowie lat 30. wstąpiła do Komunistycznej Partii Rumunii. W 1939 poznała Nicolae Ceaușescu, za którego wyszła za mąż w 1945 roku. Po ślubie zmieniła imię na Elena. W 1947 roku została pracownikiem naukowym w Instytucie Badań Chemicznych w Bukareszcie.

### Czasy rządów męża
Jej sytuacja zmieniła się po dojściu Nicolae Ceaușescu do władzy. Od kiedy w 1965 został on sekretarzem generalnym partii komunistycznej, rola polityczna jego żony nieustannie wzrastała. Jej mąż publicznie oświadczył, że uznaje to za zaszczyt, że może zwracać się do niej per „towarzyszko”. W kręgach emigracji rumuńskiej w Stanach Zjednoczonych określana była raczej pogardliwym mianem „Madame Ceaușescu”.
W oficjalnej propagandzie Elena Ceaușescu nazywana była „naukowcem światowej sławy”, aczkolwiek jej osiągnięcia na polu naukowym podawane są często w wątpliwość (np. została wyrzucona za ściąganie podczas egzaminu z chemii w studium dla dorosłych). Mimo to za rządów jej męża otrzymała wiele nagród naukowych za osiągnięcia na polu chemii polimerów, m.in. doktorat honoris causa. Jeszcze 6 stycznia 1989 PWN wydało jej książkę pt. Stereospecyficzna polimeryzacja izoprenu. Od 1972 Elena Ceaușescu pełniła również różne ważne funkcje w Komunistycznej Partii Rumunii.
Elena Ceaușescu jest obwiniana przez Rumunów za ograniczenie programu kontroli urodzeń, co doprowadziło do pojawienia się w latach 70. i 80. znacznej liczby niechcianych dzieci, które porzucane przez rodziców trafiały do zaniedbanych rumuńskich sierocińców. Elena Ceaușescu kierowała również komisją ds. zdrowia, która zaprzeczała istnieniu w Rumunii zachorowań na AIDS, co doprowadziło do znacznego rozprzestrzenienia się tej choroby w kraju.

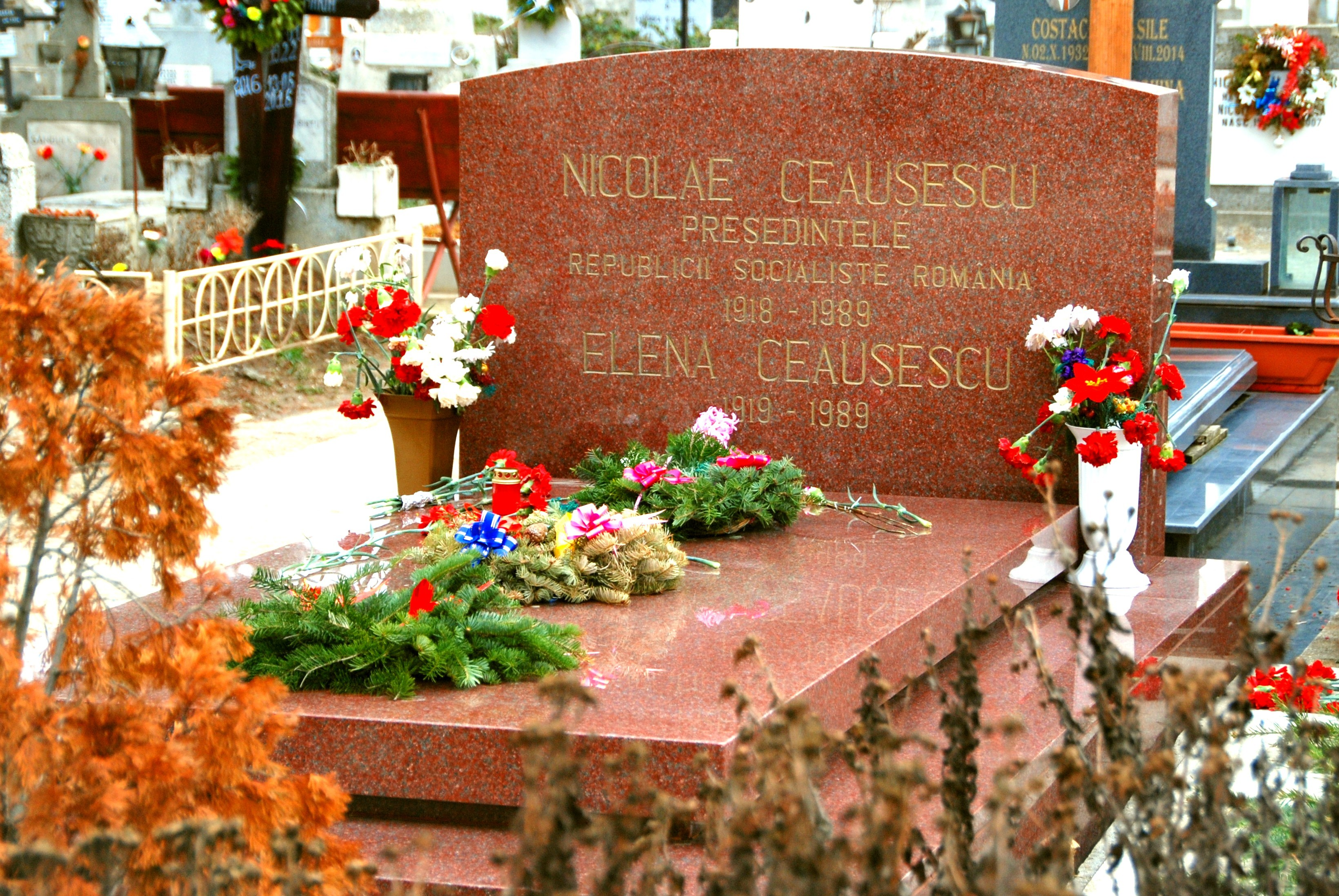
Grób rodziny Ceaușescu na cmentarzu Ghencea w Bukareszcie

W 1989 roku podczas wydarzeń rewolucji rumuńskiej Elena Ceaușescu uciekła wraz z mężem z Bukaresztu. Po kilku dniach oboje zostali jednak aresztowani i postawieni przed doraźnie sformowanym trybunałem. Podczas procesu Elena Ceaușescu odmówiła składania zeznań i konsekwentnie podawała w wątpliwość legalność postępowania sądowego. Niezwłocznie po wyroku, 25 grudnia 1989, Elena i Nicolae Ceaușescu zostali rozstrzelani w miejscowości Târgoviște.

## Odznaczenia

### Rumuńskie
- Bohater Socjalistycznej Republiki Rumunii (styczeń 1989, odebrany w grudniu 1989)[9][10]
- Bohater Pracy Socjalistycznej Republiki Rumunii (1971, odebrany w 1989)[10][11]

### Zagraniczne
- Wielki Łańcuch Orderu Republiki (Tunezja, 1968)[12][13]
- Order Plejad I klasy (Iran, 1969)[12][13][14]
- Wielka Wstęga Orderu Narodowego Lamparta (Zair, 1970)[12][13]
- Krzyż Wielki Orderu Zasługi Republiki Federalnej Niemiec (Niemcy Zachodnie, 1971)[12][13]
- Order Flagi Narodowej I klasy (Korea Północna, 1971)[12][13]
- Wielki Oficer Orderu Zasługi (Republika Środkowoafrykańska, 1972)[12][13]
- Krzyż Wielki Orderu Kongijskiego Zasługi (Kongo, 1972)[12][13]
- Order Zasługi I klasy (Sudan, 1972)[12][13]
- Order Doskonałości I klasy (Egipt, 1972)[12][13]
- Krzyż Wielki Orderu Korony (Holandia, 1973)[12][13]
- Krzyż Wielki Orderu Zasługi Republiki Włoskiej (Włochy, 1973)[12][13][15]
- Order Husajna Ibn Alego (Jordania, 1974)[12][13]
- Krzyż Wielki Orderu Wyzwoliciela San Martina (Argentyna, 1974)[12][13]
- Wielki Oficer Orderu Narodowego (Gwinea, 1974)[12][13]
- Order Gabrieli Silang (Filipiny, 1975)[16]
- Medal jubileuszowy „Trzydziestolecia zwycięstwa w Wielkiej Wojnie Ojczyźnianej 1941–1945” (ZSRR, 1975)[12][13]
- Wielki Łańcuch Orderu Infanta Henryka (Portugalia, 1975)[12][13][17]
- Krzyż Wielki Orderu Gwiazdy Równikowej (Gabon, 1975)[12][13]
- Klasa Specjalna Orderu Kuwejtu (Kuwejt, 1976)[12][13]
- Krzyż Wielki Orderu Narodowego Lwa (Senegal, 1976)[12][13]
- Order Jugosłowiańskiej Gwiazdy I klasy (Jugosławia, 1976)[12][13]
- Medal pamiątkowy „20 aniversario del asalto al Cuartel Moncada” (Kuba, 1976)[12][13]
- Krzyż Wielki Orderu Zasługi Cywilnej (Hiszpania, 1979)[12][13][18]
- Order Tri Shakti Patta I klasy ze Wstęgą (Nepal, 1987)[12][13][19]